# NBA 1964/65
NBA 1964/65 was het 19e seizoen van de NBA. Het begon op 16 oktober 1964 en eindigde op 25 april 1965, toen Boston Celtics de vijfde wedstrijd van de NBA Finale met 129-96 won en daarmee op 4-1 kwam in de serie tegen verliezend finalist LA Lakers. Bill Russell van Boston Celtics werd (voor de vijfde keer) verkozen tot NBA Most Valuable Player. Zijn team werd voor het zevende jaar op rij NBA-kampioen.

## Eindstand regulier seizoen
| Eastern Conference | W  | V  |
| ------------------ | -- | -- |
| Boston Celtics     | 62 | 18 |
| Cincinnati Royals  | 48 | 32 |
| Philadelphia 76ers | 40 | 40 |
| New York Knicks    | 31 | 49 |

| Western Conference     | W  | V  |
| ---------------------- | -- | -- |
| LA Lakers              | 49 | 31 |
| St. Louis Hawks        | 45 | 35 |
| Baltimore Bullets      | 37 | 43 |
| Detroit Pistons        | 31 | 49 |
| San Francisco Warriors | 17 | 63 |

## Playoffs
|  | Division Semifinals | Division Semifinals |                |   | Division Finals | Division Finals |  |  | NBA Finals | NBA Finals |
|  |                     |                     |                |   |                 |                 |  |  |            |            |
|  |                     |                     |                |   |                 |                 |  |  |            |            |
|  |                     |                     |                |   |                 |                 |  |  |            |            |
|  |                     |                     |                |   |                 |                 |  |  |            |            |
|  | Boston Celtics      |                     |                |   |                 |                 |  |  |            |            |
|  |                     |                     |                |   |                 |                 |  |  |            |            |
|  | Bye                 |                     |                |   |                 |                 |  |  |            |            |
|  | Boston Celtics      | 4                   |                |   |                 |                 |  |  |            |            |
|  | Boston Celtics      | 4                   |                |   |                 |                 |  |  |            |            |
|  |                     | Philadelphia 76ers  | 3              |   |                 |                 |  |  |            |            |
|  | Philadelphia 76ers  | Philadelphia 76ers  | 3              | 3 |                 |                 |  |  |            |            |
|  | Philadelphia 76ers  |                     |                | 3 |                 |                 |  |  |            |            |
|  | Cincinnati Royals   | 1                   |                |   |                 |                 |  |  |            |            |
|  | Cincinnati Royals   | 1                   | Boston Celtics | 4 |                 |                 |  |  |            |            |
|  |                     |                     | Boston Celtics | 4 |                 |                 |  |  |            |            |
|  |                     | LA Lakers           | 1              |   |                 |                 |  |  |            |            |
|  | LA Lakers           | LA Lakers           | 1              |   |                 |                 |  |  |            |            |
|  |                     |                     |                |   |                 |                 |  |  |            |            |
|  | Bye                 |                     |                |   |                 |                 |  |  |            |            |
|  | LA Lakers           | 4                   |                |   |                 |                 |  |  |            |            |
|  | LA Lakers           | 4                   |                |   |                 |                 |  |  |            |            |
|  |                     | Baltimore Bullets   | 2              |   |                 |                 |  |  |            |            |
|  | Baltimore Bullets   | Baltimore Bullets   | 2              | 3 |                 |                 |  |  |            |            |
|  | Baltimore Bullets   |                     |                | 3 |                 |                 |  |  |            |            |
|  | St. Louis Hawks     | 1                   |                |   |                 |                 |  |  |            |            |
|  | St. Louis Hawks     | 1                   |                |   |                 |                 |  |  |            |            |

## Beste statistieken
- Meeste punten: Wilt Chamberlain (San Francisco Warriors/Philadelphia 76ers)
- Meeste rebounds: Bill Russell (Boston Celtics)
- Meeste assists: Oscar Robertson (Cincinnati Royals)
- Hoogste percentage veldscores: Wilt Chamberlain (San Francisco Warriors/Philadelphia 76ers)
- Hoogste percentage vrije worpen: Larry Costello (Philadelphia 76ers)

1950 · 1951 · 1952 · 1953 · 1954 · 1955 · 1956 · 1957 · 1958 · 1959 · 
1960 · 1961 · 1962 · 1963 · 1964 · 1965 · 1966 · 1967 · 1968 · 1969 · 
1970 · 1971 · 1972 · 1973 · 1974 · 1975 · 1976 · 1977 · 1978 · 1979 · 
1980 · 1981 · 1982 · 1983 · 1984 · 1985 · 1986 · 1987 · 1988 · 1989 · 
1990 · 1991 · 1992 · 1993 · 1994 · 1995 · 1996 · 1997 · 1998 · 1999 · 
2000 · 2001 · 2002 · 2003 · 2004 · 2005 · 2006 · 2007 · 2008 · 2009 · 
2010 · 2011 · 2012 · 2013 · 2014 · 2015 · 2016 · 2017 · 2018 · 2019 · 
2020 · 2021 · 2022 · 2023 · 2024